# Adrian Mutu
Adrian Mutu (* 8. ledna 1979, Călinești) je bývalý rumunský fotbalový útočník a reprezentant.
Jeden z nejznámějších rumunských fotbalistů, který se zviditelnil i mimo fotbalové hřiště. V době působení v Chelsea FC měl pozitivní test na kokain (v roce 2004) a dostal sedmiměsíční distanc. Chelsea s ním rozvázala smlouvu a požadovala náhradu ve výši 17 milionů eur. Pokud by nezaplatil, hrozil by mu doživotní zákaz soutěžního fotbalu. Nezaplatil, trest nedostal a Chelsea peníze vymáhala po italských klubech Juventusu a Livornu.
Společně s Gheorghem Hagim je s 35 góly nejlepším střelcem mezi rumunskými reprezentanty.

## Klubová kariéra
V minulosti hrál za kluby FC Argeș Pitești, FC Dinamo București, FC Internazionale Milano, Hellas Verona FC, Parma FC, Chelsea FC, Juventus FC a AC Cesena. V rámci řešení nastalé situace ohledně své povinnosti zaplatit Chelsea pokutu ve výši 17 milionů eur (pozitivní drogový nález) se Adrian Mutu rozhodl nabídnout jiné řešení, které popsal v otevřeném dopise. Adrian má v úmyslu místo placení pokuty věnovat své úspory na pomoc mládeži, jež propadla drogám v Itálii, Anglii a rodném Rumunsku.
V zimě 2013/14 skončil ve francouzském Ajacciu a vrátil se do Rumunska, kde se dohodl s klubem FC Petrolul Ploiești. Poté hrál v roce 2015 v indické Indian Super League za FC Pune City. V lednu 2016 podepsal smlouvu s rumunským klubem ASA 2013 Târgu Mureș, kde odehrál pouze 5 zápasů. Poté v květnu 2016 ukončil definitivně profesionální hráčskou kariéru.

## Reprezentační kariéra
Mutu byl od roku 2000 do roku 2013 též hráčem A-mužstva rumunské fotbalové reprezentace, odehrál celkem 77 zápasů a nastřílel 35 gólů. Debutoval 29. 3. 2000 v přátelském utkání proti reprezentaci Řecka (porážka 0:2).
Zúčastnil se Mistrovství Evropy 2000 v Belgii a Nizozemsku (porážka 0:2 ve čtvrtfinále proti Itálii) a Mistrovství Evropy 2008 v Rakousku a Švýcarsku (nepostupové třetí místo ve „skupině smrti“ - základní skupině C).

## Úspěchy

### Individuální
- 4× Fotbalista roku v Rumunsku (2003, 2005, 2007, 2008)[11]